# Choseley
Choseley – civil parish w Anglii, w Norfolk, w dystrykcie King’s Lynn and West Norfolk. W 2001 civil parish liczyła 18 mieszkańców.